# Liste des titres de marquis dans la noblesse britannique
Cette page est une compilation de tous les titres de marquis britanniques existants, éteints, dormants, suspendus ou confisqués, dans les pairies d'Angleterre, d'Écosse, de Grande-Bretagne, d'Irlande et du Royaume-Uni.

## Marquis de la pairie d'Angleterre (1385-1707)
| Titre                          | Date de création | Titulaire  | Statut                      | Notes                                                                                         |
| ------------------------------ | ---------------- | ---------- | --------------------------- | --------------------------------------------------------------------------------------------- |
| Marquis de Dublin              | 1385             | de Vere    | rendu 1386                  | créé duc d'Irlande en 1386 ; pourrait être considéré l'inaugural titre de la pairie d'Irlande |
| Marquis de Dorset              | 1397             | Beaufort   | dépossédé 1399              |                                                                                               |
| Marquis de Dorset              | 1443             | Beaufort   | suspendu 1464               | avancé duc de Somerset en 1448                                                                |
| Marquis de Suffolk             | 1444             | de La Pole | suspendu 1504               | avancé duc de Suffolk en 1448 ; suspendu de 1450 à 1463; hors utilisation de 1493 à 1504      |
| Marquis de Montagu             | 1470             | Nevill     | dépossédé 1478              | hérité par le duc de Bedford en 1471                                                          |
| Marquis de Dorset              | 1475             | Grey       | suspendu 1554               | suspendu entre 1483 et 1485 ; avancé duc de Suffolk en 1551                                   |
| Marquis de Berkeley            | 1489             | Berkeley   | éteint 1492                 |                                                                                               |
| Marquis d'Exeter               | 1525             | Courtenay  | suspendu 1538               | aussi comte de Devon                                                                          |
| Marquise de Pembroke           | 1532             | Boleyn     | suspendu 1536               | La Reine consort le porta de 1533 à 1536                                                      |
| Marquis de Northampton         | 1547             | Parr       | suspendu 1553               |                                                                                               |
| Marquis de Winchester          | 1551             | Paulet     | existant                    | élevé duc de Bolton en 1689 (éteint 1794)                                                     |
| Marquis de Northampton         | 1559             | Parr       | éteint 1571                 | nouvelle création pour l'ancien porteur de la création de 1547                                |
| Marquis de Buckingham          | 1618             | Villiers   | éteint 1687                 | avancé duc de Buckingham en 1623                                                              |
| Marquis d'Hertford             | 1641             | Seymour    | éteint 1675                 | restauré duc de Somerset en 1660                                                              |
| Marquis de Worcester           | 1643             | Somerset   | existant                    | créé duc de Beaufort en 1682                                                                  |
| Marquis de Newcastle-upon-Tyne | 1643             | Cavendish  | éteint 1691                 | avancé duc de Newcastle en 1665                                                               |
| Marquis de Dorchester          | 1645             | Pierrepont | éteint 1680                 |                                                                                               |
| Marquis d'Halifax              | 1682             | Saville    | éteint 1700                 |                                                                                               |
| Marquis de Powis               | 1687             | Herbert    | éteint 1748                 |                                                                                               |
| Marquis de Carmarthen          | 1689             | Osborne    | éteint 1963                 | créé duc de Leeds en 1694                                                                     |
| Marquis d'Harwich              | 1689             | Schomberg  | éteint 1719                 | titre subsidiaire du duc de Schomberg                                                         |
| Marquis d'Alton                | 1694             | Talbot     | éteint 1718                 | titre subsidiaire du duc de Shrewsbury                                                        |
| Marquis de Normanby            | 1694             | Sheffield  | éteint 1735                 | avancé duc de Buckingham et Normanby en 1703                                                  |
| Marquis de Tavistock           | 1694             | Russell    | existant                    | titre subsidiaire du duc de Bedford                                                           |
| Marquis d'Hartington           | 1694             | Cavendish  | existant                    | titre subsidiaire du duc de Devonshire                                                        |
| Marquis de Clare               | 1694             | Holles     | éteint 1711                 | titre subsidiaire du duc de Newcastle                                                         |
| Marquis de Blandford           | 1702             | Churchill  | existant                    | titre subsidiaire du duc de Marlborough                                                       |
| Marquis de Granby              | 1703             | Manners    | existant                    | titre subsidiaire du duc de Rutland                                                           |
| Marquis de Monthermer          | 1705             | Montagu    | éteint 1749                 | titre subsidiaire du duc de Montagu                                                           |
| Marquis de Cambridge           | 1706             | Guelph     | rattaché à la Couronne 1727 | titre subsidiaire du duc de Cambridge (éteint)                                                |
| Marquis de Kent                | 1706             | Grey       | éteint 1740                 | avancé duc de Kent en 1710                                                                    |
| Marquis de Lindsey             | 1706             | Bertie     | éteint 1809                 | avancé duc d'Ancaster et Kesteven en 1715                                                     |
| Marquis de Dorchester          | 1706             | Pierrepont | éteint 1773                 | créé duc de Kingston-upon-Hull en 1715                                                        |

## Marquis de la pairie d'Écosse (1488-1707)
| Titre                          | Date de création | Titulaire | Statut                      | Notes                                                                                        |
| ------------------------------ | ---------------- | --------- | --------------------------- | -------------------------------------------------------------------------------------------- |
| Marquis d'Ormonde              | 1488             | Stuart    | éteint 1504                 | titre subsidiaire du duc de Ross                                                             |
| Marquis de Fife                | 1567             | Hepburn   | suspendu 1567               | titre subsidiaire du duc d'Orkney                                                            |
| Marquis d'Hamilton             | 1599             | Hamilton  | existant                    | créé duc d'Hamilton en 1643                                                                  |
| Marquis d'Huntly               | 1599             | Gordon    | existant                    | créé duc de Gordon en 1684 (éteint 1836)                                                     |
| Marquis d'Ormonde              | 1600             | Stuart    | rattaché à la Couronne 1625 | titre subsidiaire du duc d'Albany                                                            |
| Marquis de Wigtown             | 1602             | Stuart    | éteint 1602                 | titre subsidiaire du duc de Kintyre et Lorne                                                 |
| Marquis de Douglas             | 1633             | Douglas   | existant                    | créé duc de Douglas en 1703, ce titre s'éteint en 1761; hérité par le duc d'Hamilton en 1761 |
| Marquis d'Argyll               | 1641             | Campbell  | suspendu 1661               |                                                                                              |
| Marquis de Clydesdale          | 1643             | Hamilton  | existant                    | titre subsidiaire du duc d'Hamilton                                                          |
| Marquis de Montrose            | 1644             | Graham    | existant                    | créé duc de Montrose en 1707                                                                 |
| Marquis de March               | 1672             | Maitland  | éteint 1682                 | titre subsidiaire du duc de Lauderdale                                                       |
| Marquis d'Atholl               | 1676             | Murray    | existant                    | avancé duc d'Atholl en 1703                                                                  |
| Marquis de Bambreich           | 1680             | Leslie    | éteint 1681                 | titre subsidiaire du duc de Rothes                                                           |
| Marquis de Queensberry         | 1682             | Douglas   | existant                    | avancé duc de Queensberry en 1684 ; les titres sont séparés en 1812                          |
| Marquis de Dumfriesshire       | 1684             | Douglas   | existant                    | titre subsidiaire du duc de Buccleuch et Queensberry                                         |
| Marquis de Tweeddale           | 1694             | Hay       | existant                    |                                                                                              |
| Marquis de Kintyre et Lorne    | 1701             | Campbell  | existant                    | titre subsidiaire du duc d'Argyll                                                            |
| Marquis de Lothian             | 1701             | Kerr      | existant                    |                                                                                              |
| Marquis d'Annandale            | 1701             | Johnstone | dormant 1792                |                                                                                              |
| Marquis de Tullibardine        | 1703             | Murray    | existant                    | titre subsidiaire du duc d'Atholl                                                            |
| Marquis d'Angus et Abernethy   | 1703             | Douglas   | éteint 1761                 | titre subsidiaire du duc de Douglas                                                          |
| Marquis de Graham et Buchanan  | 1707             | Graham    | existant                    | titre subsidiaire du duc de Montrose                                                         |
| Marquis de Bowmont et Cessford | 1707             | Ker       | existant                    | titre subsidiaire du duc de Roxburghe                                                        |

## Marquis de la pairie de Grande-Bretagne (1707-1801)
| Titre                    | Date de création | Titulaire               | Statut                      | Notes |
| ------------------------ | ---------------- | ----------------------- | --------------------------- | --- |
| Marquis de Beverley      | 1708             | Douglas                 | éteint 1778                 | titre subsidiaire du duc de Dover, aussi duc de Queensberry (en Écosse)                                             |
| Marquis de Wharton       | 1715             | Wharton                 | éteint 1731                 | créé marquis de Malmesbury et marquis de Catherlough (en Irlande) au même temps, puis avancé duc de Wharton en 1718 |
| Marquis de Clare         | 1715             | Pelham-Holles           | éteint 1768                 | titre subsidiaire du duc de Newcastle                                                                               |
| Marquis de Titchfield    | 1716             | Bentinck                | éteint 1990                 | titre subsidiaire du duc de Portland ; retour comte de Portland (en Angleterre) et comte Bentinck (du Saint-Empire) |
| Marquis de Carnarvon     | 1719             | Brydges                 | éteint 1789                 | titre subsidiaire du duc de Chandos                                                                                 |
| Marquis de Brackley      | 1720             | Egerton                 | éteint 1803                 | titre subsidiaire du duc de Bridgewater                                                                             |
| Marquis de l'île d'Ely   | 1726             | Guelph                  | rattaché à la Couronne 1760 | titre subsidiaire du duc d'Édimbourg                                                                                |
| Marquis de Berkhampstead | 1726             | Guelph                  | éteint 1765                 | titre subsidiaire du duc de Cumberland                                                                              |
| Marquis Grey             | 1740             | Grey                    | éteint 1797                 | créé pour le duc de Kent, mais passa par lettres patentes spéciales à sa petite-fille                               |
| Marquis de Rockingham    | 1746             | Watson-Wentworth        | éteint 1782                 | |
| Marquis de Monthermer    | 1766             | Montagu                 | éteint 1790                 | titre subsidiaire du duc de Montagu                                                                                 |
| Marquis de Buckingham    | 1784             | Temple-Nugent-Grenville | éteint 1889                 | avancé duc de Buckingham et Chandos en 1822                                                                         |
| Marquis de Lansdowne     | 1784             | Petty-Fitzmaurice       | existant                    | |
| Marquis de Stafford      | 1786             | Leveson-Gower           | existant                    | créé duc de Sutherland en 1833                                                                                      |
| Marquis Townshend        | 1787             | Townshend               | existant                    | |
| Marquis de Salisbury     | 1789             | Cecil                   | existant                    | |
| Marquis de Bath          | 1789             | Thynne                  | existant                    | |
| Marquis d'Abercorn       | 1790             | Hamilton                | existant                    | avancé duc d'Abercorn en 1868                                                                                       |
| Marquis Cornwallis       | 1792             | Cornwallis              | éteint 1823                 | |
| Marquis d'Hertford       | 1793             | Seymour-Conway          | existant                    | |
| Marquis de Bute          | 1796             | Stuart                  | existant                    | |

## Marquis de la pairie d'Irlande (1642-1825)
| Titre                  | Date de création | Titulaire           | Statut      | Notes |
| ---------------------- | ---------------- | ------------------- | ----------- | --- |
| Marquis d'Ormonde      | 1642             | Butler              | éteint 1758 | avancé duc d'Ormonde en 1661 puis duc d'Ormonde en Angleterre en 1682 ; le dernier cr. ang. fut confisqué pour déshonneur en 1715                                  |
| Marquis de Catherlough | 1715             | Wharton             | éteint 1731 | créé marquis de Wharton et marquis de Malmesbury (en Grande-Bretagne) au même temps, puis avancé duc de Wharton en 1718                                            |
| Marquise de Dungannon  | 1716             | von der Schulenberg | éteint 1743 | titre subsidiaire de la duchesse de Munster, puis élevée duchesse de Kendal (en Grande-Bretagne) en 1719 tous à vie, aussi princesse d'Eberstein (du Saint-Empire) |
| Marquis de Kildare     | 1761             | FitzGerald          | existant    | créé duc de Leinster en 1766 |
| Marquis de Clanricarde | 1785             | Burke               | éteint 1797 | |
| Marquis de Waterford   | 1789             | Beresford           | existant    | |
| Marquis de Downshire   | 1789             | Hill                | existant    | |
| Marquis de Donegall    | 1791             | Chichester          | existant    | |
| Marquis de Drogheda    | 1791             | Moore               | éteint 1892 | aussi comte de Drogheda |
| Marquis Wellesley      | 1799             | Wellesley           | éteint 1842 | |
| Marquis d'Headfort     | 1800             | Taylour             | existant    | |
| Marquis de Sligo       | 1800             | Browne              | existant    | |
| Marquis de Thomond     | 1800             | O'Brien             | éteint 1855 | aussi baron Inchiquin |
| Marquis d'Ely          | 1800             | Tottenham           | existant    | |
| Marquis de Londonderry | 1816             | Stewart             | existant    | |
| Marquis Conyngham      | 1816             | Conyngham           | existant    | |
| Marquis de Clanricarde | 1825             | de Burgh-Canning    | éteint 1916 | |

## Marquis de la pairie du Royaume-Uni (depuis 1801)
| Titre                        | Date de création | Titulaire                               | Statut                               | Notes |
| ---------------------------- | ---------------- | --------------------------------------- | ------------------------------------ | --- |
| Marquis d'Exeter             | 1801             | Cecil                                   | existant                             | |
| Marquis Camden               | 1812             | Pratt                                   | existant                             | |
| Marquis de Northampton       | 1812             | Compton                                 | existant                             | |
| Marquis de Wellington        | 1812             | Wellesley                               | existant                             | créé pour le feld-maréchal Arthur Wellesley, aussi nommé marquis Douro en 1814, puis duc de Wellington, prins van Waterloo, duque de Ciudad Rodrigo etc |
| Marquis d'Anglesey           | 1815             | Paget                                   | existant                             | |
| Marquis de Cholmondeley      | 1815             | Cholmondeley                            | existant                             | |
| Marquis d'Hastings           | 1816             | Rawdon-Hastings                         | éteint 1868                          | aussi baron Hastings (cr. 1461) |
| Marquis d'Ailesbury          | 1821             | Bruce                                   | existant                             | |
| Marquis de Chandos           | 1822             | Temple-Nugent-Brydges-Chandos-Grenville | éteint 1889                          | avancé duc de Buckingham et Chandos, aussi vicomte Cobham (cr. 1718) etc                                                                                |
| Marquis de Westmeath         | 1822             | Nugent                                  | éteint 1871                          | |
| Marquis d'Ormonde            | 1825             | Butler                                  | éteint 1997                          | |
| Marquis de Bristol           | 1826             | Hervey                                  | existant                             | |
| Marquis de Cleveland         | 1827             | Vane                                    | éteint 1891                          | avancé duc de Cleveland en 1831 |
| Marquis d'Ailsa              | 1831             | Kennedy                                 | existant                             | |
| Marquis de Westminster       | 1831             | Grosvenor                               | existant                             | avancé duc de Westminster en 1874 |
| Marquis de Breadalbane       | 1831             | Campbell                                | éteint 1862, recr. 1885, éteint 1922 | aussi comte de Breadalbane et Holland (en Écosse) |
| Marquis de Normanby          | 1838             | Phipps                                  | existant                             | |
| Marquis de Dalhousie         | 1849             | Broun-Ramsay                            | éteint 1860                          | |
| Marquis d'Hamilton           | 1868             | Hamilton                                | existant                             | titre subsidiaire du duc d'Abercorn (en Irlande) |
| Marquis de Ripon             | 1871             | Robinson                                | éteint 1923                          | |
| Marquis d'Abergavenny        | 1876             | Nevill                                  | existant                             | |
| Marquis de Dufferin et Ava   | 1888             | Hamilton-Temple-Blackwood               | éteint 1988                          | |
| Marquis de Macduff           | 1889             | Duff                                    | éteint 1912                          | titre subsidiaire du duc de Fife |
| Marquis de Zetland           | 1892             | Dundas                                  | existant                             | |
| Marquis de Linlithgow        | 1902             | Hope                                    | existant                             | |
| Marquis de Crewe             | 1911             | Crewe-Milnes                            | éteint 1945                          | |
| Marquis de Lincolnshire      | 1912             | Wynn-Carrington                         | éteint 1928                          | |
| Marquis d'Aberdeen et Temair | 1916             | Gordon                                  | existant                             | |
| Marquis de Cambridge         | 1917             | Cambridge                               | éteint 1981                          | ancien duc de Teck |
| Marquis de Milford Haven     | 1917             | Mountbatten                             | existant                             | |
| Marquis de Carisbrooke       | 1917             | Mountbatten                             | éteint 1960                          | |
| Marquis Curzon de Kedleston  | 1921             | Curzon                                  | éteint 1925                          | |
| Marquis de Reading           | 1926             | Isaacs                                  | existant                             | |
| Marquis de Willingdon        | 1936             | Freeman-Thomas                          | éteint 1979                          | |